# Rockstar Leeds
A Rockstar Leeds (antigamente Mobius Entertainment) é uma desenvolvedora de jogos para  Video game. A Rockstar Leeds tem produzido em sua maioria jogos para consoles portáteis, como Game Boy Color e Game Boy Advance, bem como o desenvolvimento de Midnight Club 3: DUB Edition e Grand Theft Auto: Liberty City Stories e Midnight Club para PlayStation Portable.
Fundada em 1997 por Gordon Hall, Jason McGann, Dave Box, Ian Bowden e Justin Johnson. A empresa é composta por 75 designers e programadores de jogos.
Em abril de 2004, a empresa foi adquirida pela Rockstar Games e renomeada para Rockstar Leeds. Os escritórios também foram transferidos de seu local anterior para uma antiga igreja do século XVIII. Após o lançamento de Grand Theft Auto: Liberty City Stories no final de 2005, o estúdio mudou-se para o escritório a oeste do parque da cidade.
Em 2021 um dos fundadores da rockstar leeds, Gordon Hall morreu aos 51 anos. A notícia foi divulgada por membros da comunidade de desenvolvimento de Yorkshire, Inglaterra, mas a causa da morte não foi revelada até o momento.

## Jogos
| Ano                       | Título                                     | Plataforma(s)                |
| ------------------------- | ------------------------------------------ | ---------------------------- |
| Como Mobius Entertainment |                                            |                              |
| 2000                      | Alfred's Adventure                         | GBC                          |
| 2001                      | High Heat Major League Baseball 2002       | GBA                          |
| 2002                      | Alfred Chicken                             | PS1                          |
| 2002                      | High Heat Major League Baseball 2003       | GBA                          |
| 2002                      | Army Men: Turf Wars                        | GBA                          |
| 2003                      | Drome Racers                               | GBA                          |
| 2003                      | Bionicle: The Game                         | GBA                          |
| 2003                      | Barbie Horse Adventures: Wild Horse Rescue | GBA                          |
| 2003                      | American Idol                              | GBA                          |
| 2003                      | Max Payne                                  | GBA                          |
| 2004                      | A Sound of Thunder                         | GBA                          |
| Como Rockstar Leeds       |                                            |                              |
| 2005                      | Midnight Club 3: DUB Edition Remix         | PSP                          |
| 2005                      | Grand Theft Auto: Liberty City Stories     | PSP, PS2, iOS, Android       |
| 2006                      | Grand Theft Auto: Vice City Stories        | PSP, PS2                     |
| 2007                      | Manhunt 2                                  | PSP                          |
| 2009                      | Grand Theft Auto: Chinatown Wars           | DS, PSP, iOS, Android        |
| 2009                      | Beaterator                                 | PSP, iOS                     |
| 2011                      | L.A. Noire                                 | Microsoft Windows, PS3, X360 |